# Île Santa Fé
Pour les articles homonymes, voir Santa Fe.
L'île Santa Fé, en espagnol Isla Santa Fe, également appelée  île Barrington, est une île inhabitée d'Équateur située dans l'archipel des Galápagos entre les îles Santa Cruz et San Cristóbal.

## Toponymie
Le nom de cette île fait référence aux Capitulations de Santa Fe, contrat passé entre Christophe Colomb et la Couronne d'Espagne avant le départ de son expédition de 1492. Cet événement eut lieu à Santa Fe de la Vega, dans la province espagnole de Grenade.
L'ancien nom Barrington lui fut donné, en l'honneur de l'amiral britannique Samuel Barrington, par l'officier de marine anglais James Colnett en 1798, à l'occasion de son voyage le conduisant jusqu'aux îles Galápagos.